# 高廷耀
高廷耀（1932年—），男，江苏松江（今属上海）人，中国环境工程专家，曾任同济大学教授、博士生导师。